# قانون اللجوء (ألمانيا)
قانون اللجوء (قانون اللجوء) (الذي كان يسمى سابقا بإجراءات قانون اللجوء ينظم إجراءات اللجوء في جمهورية ألمانيا الاتحادية. وبالتالي فإنه ينص على الحق في اللجوء بموجب المادة GG 16A. جنبا إلى جنب مع بعض أحكام قانون الإقامة، ويشكل قانون اللجوء جزء أساسيا من قانون اللاجئين. من خلال المادة 1 رقم 1 من قانون تسريع الإجراءات الخاصة باللجوء. ان هذا القانون ساري المفعول منذ 24 أكتوبر 2015 وحتى يومنا هذا.

## قوانين لإجرائات اللجوء
في ألمانيا، ينص القانون الدستوري على حق اللجوء. وتنص عليه المادة 16 من القانون الأساسي. حتى صدور معاهدة اللجوء لعام 1993، وهناك تم إضافة المنصوص عليه في المادة 16 من القانون الأساسي.
تبدأ إجراءات اللجوء مع تقديم طلب اللجوء، التي يجب أن يقدم في أحد فروع المكتب الاتحادي للهجرة واللاجئين (BAMF). في هذا الإجراء، يقوم المكتب الاتحادي بالتحقق فيما إذا كان يحق لمقدم الطلب اللجوء بموجب المادة 16A الفقرة 1 القانون الأساسي وإذا كانت الحماية الدولية تمنح له ضمن § 1 الفقرة 1 رقم 2 من قانون اللجوء. وتكون الحماية الدولية في هذه الحالة من وضعاللاجئ بالمعنى المقصود في § 3 الفقرة 1 من قانون اللجوء، والذي يتزامن مع تعريف اللاجئ بموجب اتفاقية الدولية المتعلقة بوضع اللاجئين (GFK)، وحماية فرعية عملا بتوجيه 2011/95 / الاتحاد الأوروبي (الفقرة 4 الفقرة 1 من قانون اللجوء).
حيث نفى إذن اللجوء، وضع اللاجئ والحماية الفرعية، يدرس المكتب الاتحادي سواء حظر الترحيل بموجب الفقرتين 5 و 7 من § 60 من قانون الإقامة (الفقرة 24 الفقرة 2 من قانون اللجوء). وهذا فإن حظر الترحيل يرفض في حال الأجنبي الذي ليس بحيازته تصريح إقامة آخر، فيقوم المكتب الاتحادي بإصدر قراره برفض الوقت نفسه تهديدا بالترحيل.
إذا ذكر المكتب الاتحادي للهجرة واللاجئين أن الجمهورية الاتحادية ليست مسؤولة عن إجراءات اللجوء لمقدم الطلب بموجب لائحة دبلن الثانية، إذ أنجزت إجراءات اللجوء في جمهورية ألمانيا الاتحادية التي أعلن أنه طلب لجوئه فيها غير مقبول ويأمر بترحيل الشخص المعني وفقا للمادة 34A الفقرة 1 من قانون اللجوء في الدولة العضو المسؤول. ويرجع ذلك إلى تعديل قانون 28 أغسطس 2013 2 المقرر للجوء والأشخاص الذين سيتم نقلها بموجب إجراء دبلن إلى بلد أوروبي آخر، على أساس الفقرة § 34A المعدلة. الموعد النهائي أسبوع واحد لتقديم طلب ضد هذا القرار الناص بالترحيل. ينطبق هذا التعديل منذ 6 سبتمبر 2013.

## روابط خارجية
- Verordnung über die Bescheinigung über die Meldung als Asylsuchender (Ankunftsnachweisverordnung – AKNV) vom 5. Februar 2016 (قالب:BGBl)
- Forschungszentrum Ausländer- & Asylrecht der Universität Konstanz
- N. Coenenberg: Wissen in Bildern: Asyl oder Abschiebung?, Infografik zum Asylverfahren, Die Zeit, Nr. 52/2013, 19. Dezember 2013